# Pajo Kolarić
Pajo Kolarić (Osijek, 17. siječnja 1821. – Osijek, 13. studenoga 1876.) bio je začetnik hrvatske tamburaške glazbe, pjevač, svirač, skladatelj i tekstopisac.

## Životopis
Rođen je 17. siječnja 1821. godine u Gornjem gradu, u Osijeku. U rodnom gradu pohađao je osnovnu školu i gimnaziju.
Godine 1847. u Osijeku osniva tamburaško društvo.
Uz glazbu, bio je i politički aktivan. Saborski mandat dobio je od osječko-virovitičkog izbornog kotara. U Osijeku je izabran i za ravnatelja Osječke štedionice. Bio je jedan od osnivača i ravnatelj Slavonske sredotočne štedione.
Pajo Kolarić preminuo je 13. studenoga 1876. u Osijeku te je svoj imetak ostavio je u prosvjetne i dobrotvorne svrhe.
U spomen na tog velikog glazbenika i domoljuba njegovo ime nosi Slavonsko tamburaško društvo iz Osijeka osnovano 21. ožujka 1954. godine, te stambeno naselje u središtu Osijeka. 
Njegova tamburica čuva se u Muzeju Slavonije u Osijeku.

## Vanjske poveznice
- Pajo Kolarić essekeri.hr  Arhivirana inačica izvorne stranice od 4. prosinca 2010. (Wayback Machine)
- Kolarić biografije.org  Arhivirana inačica izvorne stranice od 26. svibnja 2008. (Wayback Machine)